# Saint-Phal
Pour les articles ayant des titres homophones, voir Saint-Fal et Saint-Phalle.
Saint-Phal est une commune française, située dans le département de l'Aube en région Grand Est.

## Géographie
| Maraye-en-Othe | Sommeval        | Javernant Crésantignes  |
| Chamoy         | Saint-Phal      | Fays-la-Chapelle Jeugny |
| Avreuil        | La Loge-Pomblin |                         |

Village du département de l'Aube situé à 24 kilomètres au sud-ouest de Troyes.

### Topographie
Au cours de la Révolution française, la commune porta provisoirement les noms de Bel-Air, de Belle-Vue ou de Bon-Air. Sur la carte Cassini l'orthographe Saint-Fal existe.
Le cadastre de 1833 cite au territoire : Auditoire, Bergerie, les Bois Chenu, Bourg-Saint-Denis, Chénet, Guerchy, Perchois, Saint-Phal ; Boue, Breuil, Chausserive, Commanderie, Dos-d'Ane, Ecu, étang Philippe Renouillat et Robin ;  Fosse-Avoir, Fourches-Fagot, Fringale, Haut-Gué, Hôpitau, Jonc, Lautonnière, Motte-Philippe, Ormoy, Perchois, Pont-aux-Verriers, Trémagne, Tue-Vache, Tuilerie et Vaujure.

### Hydrographie

#### Réseau hydrographique
La commune est dans la région hydrographique « la Seine de sa source au confluent de l'Oise (exclu) » au sein du bassin Seine-Normandie. Elle est drainée par le ruisseau de Tremagne, le canal 02 de la Forêt Communale de la Loge Pomblin, le Fossé 01 de l'Étang du Larris, le ru Bernard et le ruisseau de Trémagne,.
Le ruisseau de Tremagne, d'une longueur de 12 km, prend sa source dans la commune de Chamoy et se jette  dans l'Armance à Vanlay, après avoir traversé quatre communes. 

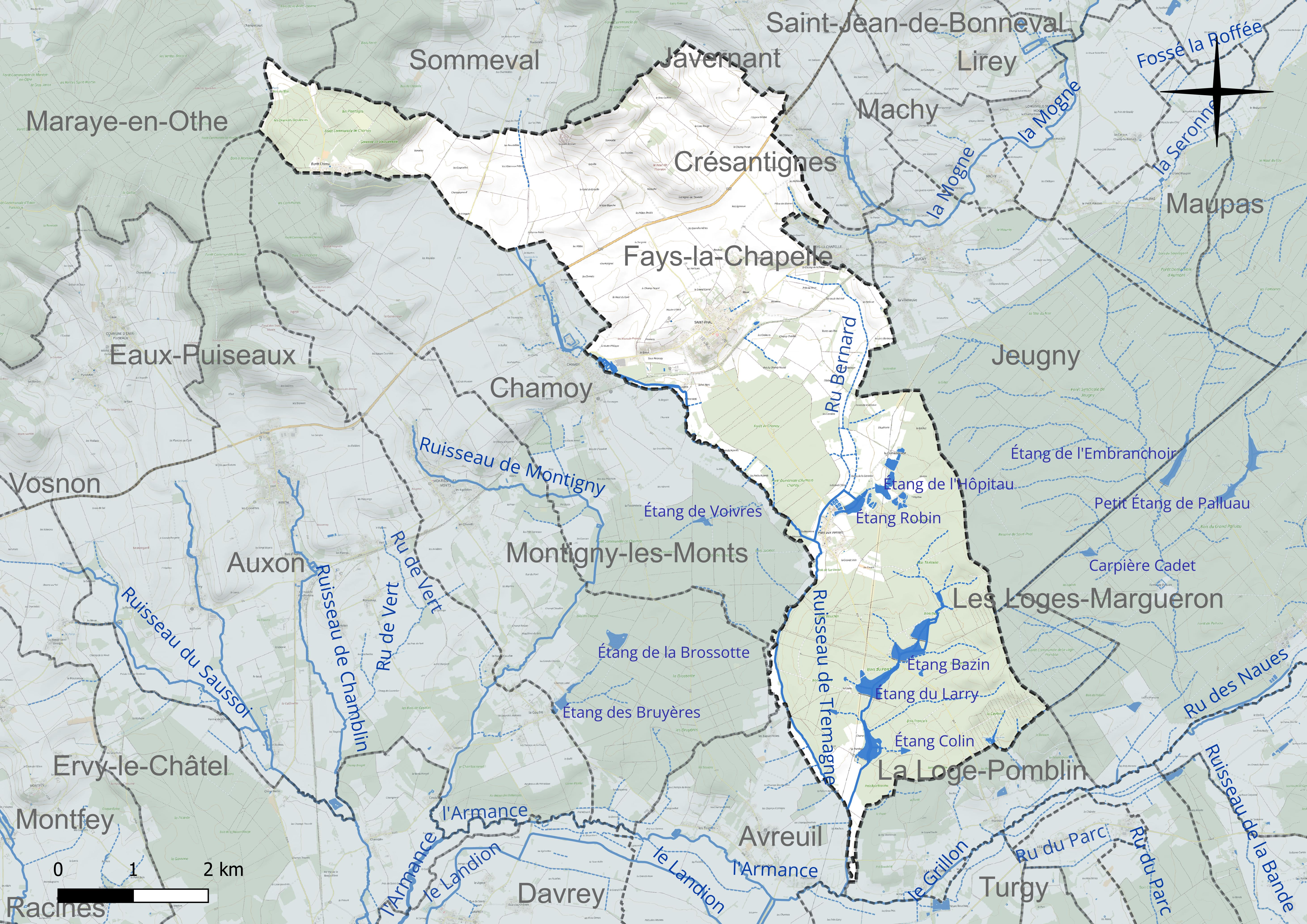
Réseau hydrographique de Saint-Phal.

Huit plans d'eau complètent le réseau hydrographique : l'étang Bazin (6,7 ha), l'étang Colin (0,7 ha), l'étang de la Cayfarde (0,9 ha), l'étang de l'Hôpitau (4 ha), l'étang Dos d'Âne (4,4 ha), l'étang du Larry (9,7 ha), l'étang du Perchois (8,1 ha) et l'étang Robin (3,8 ha),.

#### Gestion et qualité des eaux
Le territoire communal est couvert par le schéma d'aménagement et de gestion des eaux (SAGE) « Armançon ». Ce document de planification concerne le territoire du bassin versant de l'Armançon qui s’étend sur 3 100 km2 et se répartit sur trois départements (l'Aube, l'Yonne et la Côte-d'Or). Il a été approuvé le 6 mai 2013. La structure porteuse de l'élaboration et de la mise en œuvre est le syndicat mixte du bassin versant de l'Armançon (SMBVA). 
La qualité des cours d’eau peut être consultée sur un site dédié géré par les agences de l’eau et l’Agence française pour la biodiversité. 

### Climat
Pour des articles plus généraux, voir Climat du Grand Est et Climat de l'Aube.
En 2010, le climat de la commune est de type climat océanique dégradé des plaines du Centre et du Nord, selon une étude du Centre national de la recherche scientifique s'appuyant sur une série de données couvrant la période 1971-2000. En 2020, Météo-France publie une typologie des climats de la France métropolitaine dans laquelle la commune est exposée à un climat océanique altéré et est dans la région climatique  Lorraine, plateau de Langres, Morvan, caractérisée par un hiver rude (1,5 °C), des vents modérés et des brouillards fréquents en automne et hiver. 
Pour la période 1971-2000, la température annuelle moyenne est de 10,6 °C, avec une amplitude thermique annuelle de 15,8 °C. Le cumul annuel moyen de précipitations est de 749 mm, avec 12,2 jours de précipitations en janvier et 8,1 jours en juillet. Pour la période 1991-2020, la température moyenne annuelle observée sur la station météorologique de Météo-France la plus proche, « Chessy-les-Prés_sapc », sur la commune de Chessy-les-Prés à 12 km à vol d'oiseau, est de 11,2 °C et le cumul annuel moyen de précipitations est de 756,5 mm. 
La température maximale relevée sur cette station est de 41,4 °C, atteinte le 25 juillet 2019 ; la température minimale est de −22,2 °C, atteinte le 2 janvier 1997,,. 
Les paramètres climatiques de la commune ont été estimés pour le milieu du siècle (2041-2070) selon différents scénarios d'émission de gaz à effet de serre à partir des nouvelles projections climatiques de référence DRIAS-2020. Ils sont consultables sur un site dédié publié par Météo-France en novembre 2022.

## Urbanisme

### Typologie
Au 1er janvier 2024, Saint-Phal est catégorisée commune rurale à habitat dispersé, selon la nouvelle grille communale de densité à 7 niveaux définie par l'Insee en 2022.
Elle est située hors unité urbaine. Par ailleurs la commune fait partie de l'aire d'attraction de Troyes, dont elle est une commune de la couronne,. Cette aire, qui regroupe 209 communes, est catégorisée dans les aires de 200 000 à moins de 700 000 habitants,.

### Occupation des sols
L'occupation des sols de la commune, telle qu'elle ressort de la base de données européenne d’occupation biophysique des sols Corine Land Cover (CLC), est marquée par l'importance des territoires agricoles (56,5 % en 2018), une proportion sensiblement équivalente à celle de 1990 (56,6 %). La répartition détaillée en 2018 est la suivante : 
terres arables (44,7 %), forêts (40,9 %), prairies (6 %), zones agricoles hétérogènes (5,8 %), eaux continentales (1,8 %), zones urbanisées (0,8 %). L'évolution de l’occupation des sols de la commune et de ses infrastructures peut être observée sur les différentes représentations cartographiques du territoire : la carte de Cassini (XVIIIe siècle), la carte d'état-major (1820-1866) et les cartes ou photos aériennes de l'IGN pour la période actuelle (1950 à aujourd'hui).

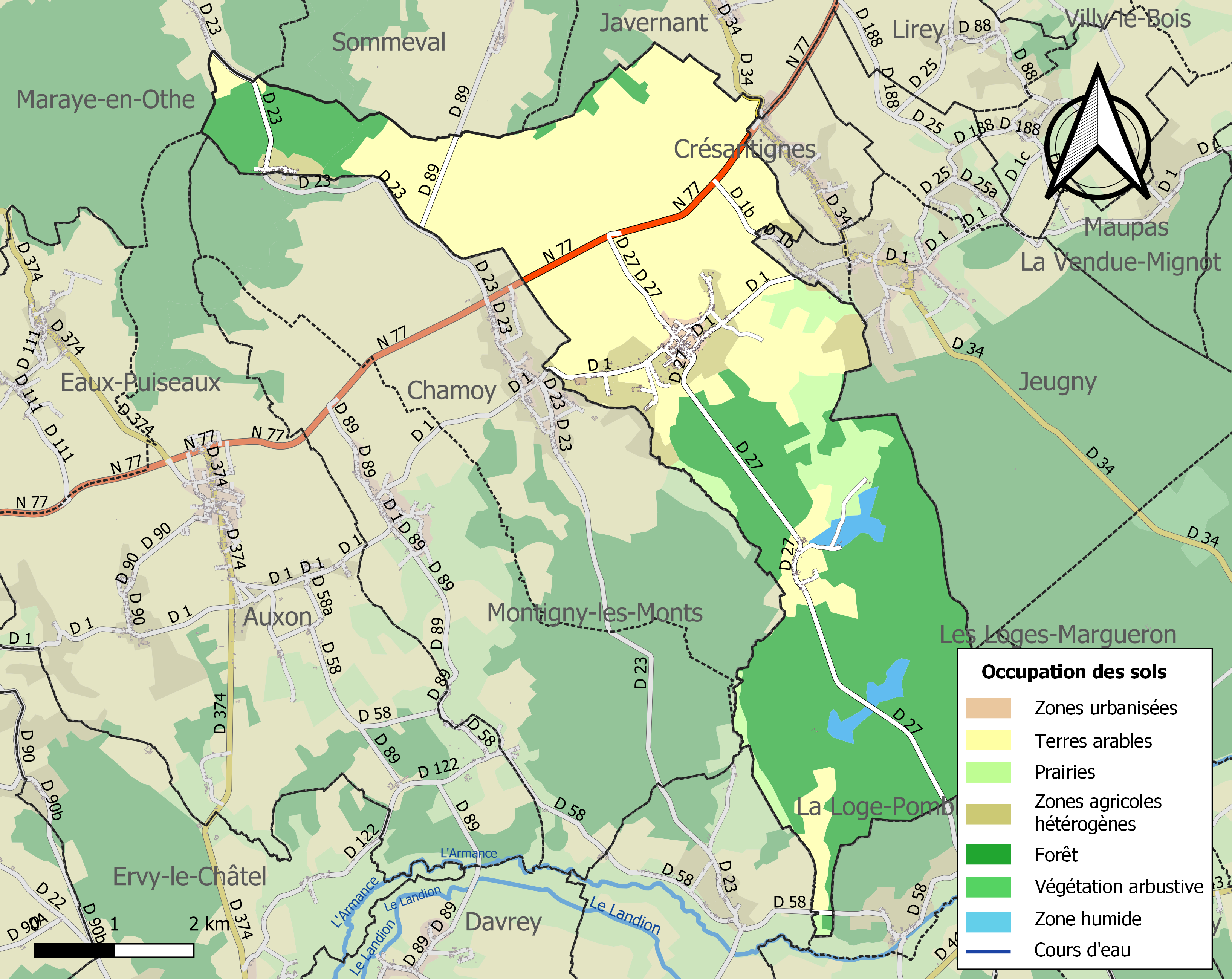
Carte des infrastructures et de l'occupation des sols de la commune en 2018 (CLC).

## Histoire
C'est un saint très local qui est célébré dans le nom de ce village et le vocable de son église ; saint Phal (Fidolus, de son nom latin,), prisonnier de l'armée de Clovis, est vendu comme esclave et racheté par saint Aventin, alors évêque de Troyes, qui le fait abbé. Il meurt au milieu du VIe siècle. L'église des XVe et XVIe siècles présente deux superbes portails latéraux. L'un d'eux porte une sculpture polychrome de saint Denis décapité et un christ de pitié, deux beaux exemples de l'École troyenne. À l'intérieur de l'église une statue de saint Roch et une autre de sainte Syre vêtue en pèlerine.  C'est de Saint-Phal que Jeanne d'Arc écrivit, le 4 juillet 1429, aux habitants de Troyes une lettre pour leur demander d'ouvrir les portes de la ville au « gentil roy de France ». Saint-Phal avait quatre foires annuelles, le lendemain de la Saint-Phal (17 mai), le 23 juillet, le 10 octobre et le 22 décembre.
Le fief de Saint-Phal était aux comtes de Champagne, avec le titre de châtellenie. Des chevaliers et seigneurs de Saint-Phal (ou « Saint Phalle », « Saint Fal » suivant la graphie des archives) sont attestés du XIIe au XIVe siècle. Le fief est érigé en marquisat par Louis XIII pour la famille de Vaudrey ; il s'éteint au XVIIIe siècle.

### Château

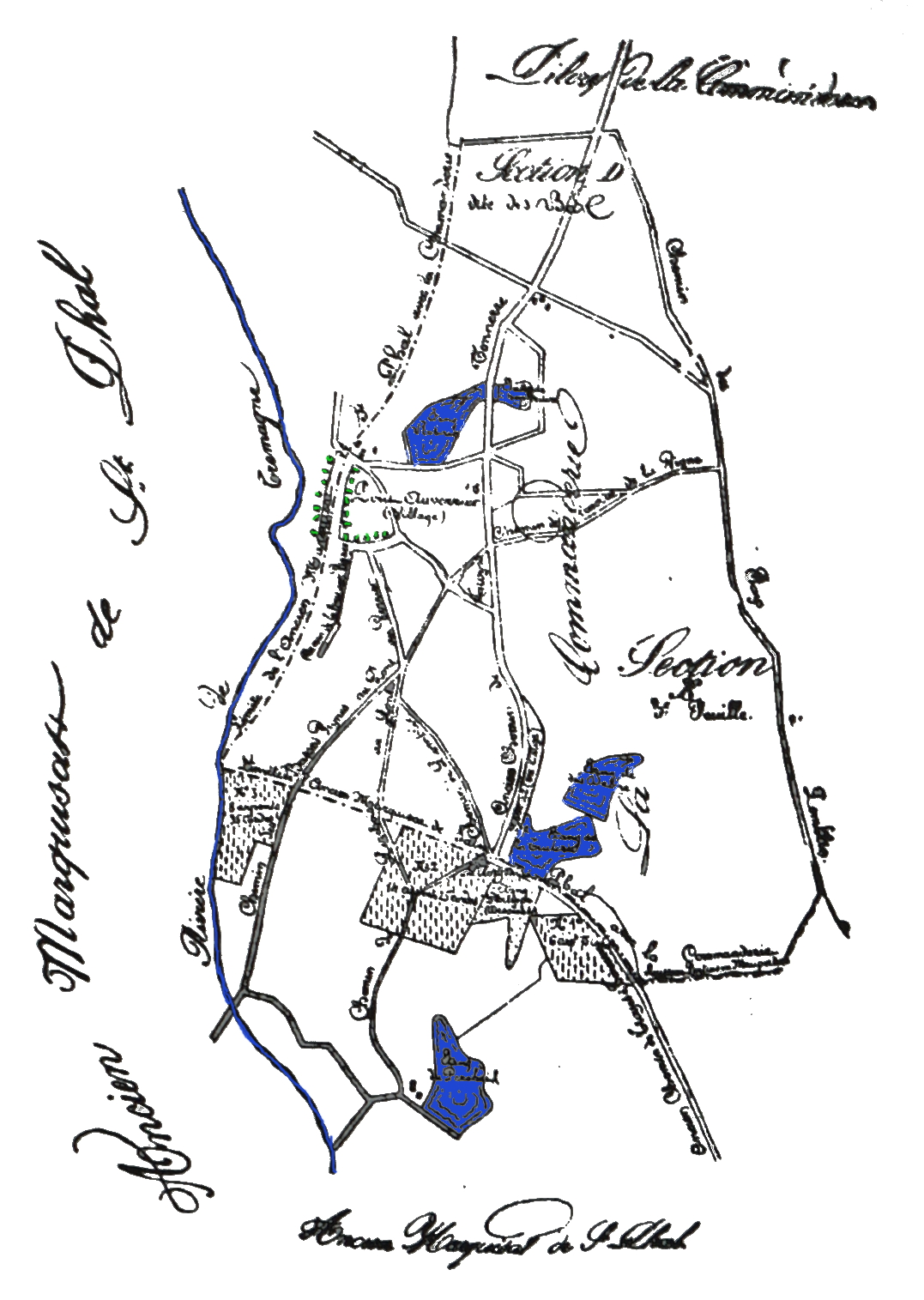
Le marquisat au XVIIIe siècle.

Un château est attesté dès 1250, remanié au XVIe siècle par Anne de Vaudrey (mort en février 1579), bailli de Troyes, et reste dans cette famille jusqu'en 1672, où il est récupéré, ainsi que le fief, par le comte d’Avaux (famille de Mesmes), puis par Nicolas Dauvet Desmarets, comte d'Aiguilly. Le dernier seigneur et propriétaire est Jacques Corps. Le château est détruit en 1830.

### Trémagne
Fief attesté au XIIIe siècle qui relevait de la seigneurie de Saint-Phal, ferme en 1788 qui comprenait trois feux.

### Le Perchois
Ancien hameau qui était au fief éponyme. Ce fief dépendait de L'Isle. Vers 1367 il est décrit comme maison, courtils, Grand et Petit Étang, prés et terres ; appartenant à André seigneur de Saint-Phal. En 1784 la dame Marie Félix du Muy, en était le seigneur, elle tenait ce fief de sa mère la marquise de Saint-Phal.  En 1788 il n'y avait plus qu'un feu.
Le bois du Perchois qui en 1732 avait au moins 630 arpents et les habitants de Fays y avaient droit d'usage. Il appartenait à la commanderie du Perchois.

### Forêt-Chenu
La Forêt-Chenu est un ancien domaine de l'ordre de Saint-Jean de Jérusalem, aujourd'hui disparu.
Toutefois, il reste aujourd'hui encore un hameau du même nom, situé également en partie sur la commune de Chamoy.

### Prieuré
Le prieuré Saint-Denis dépendait de celui de l'abbaye de Coincy et était rattaché à une chapelle. La chapelle et les biens furent vendus à la Révolution française. Prieurs : 
- 1449 : Étienne Formey,
- 1466 : Jacques de Brouillart,
- 1509 : Robert Duval,
- 1720 : Charles Barentin,
- 1723 : Melchior Tabary.

## Politique et administration
En 1789, la communauté est de l'intendance et de la généralité de Châlons et du bailliage de Troyes. Du 29 janvier au 29 novembre 1790, elle dépendait du canton d'Auxon, le 28 pluviôse an VII elle est chef lieu de canon, puis passe au canton d'Ervy le 27 fructidor an IX.
| Période                                  | Période       | Identité                                     | Étiquette | Qualité  |
| ---------------------------------------- | ------------- | -------------------------------------------- | --------- | -------- |
| 1901                                     | 1941          | Moslard                                      |           | Maire    |
| 1941                                     | 1944          | Tassin                                       |           | Maire    |
| 1944                                     | 1977          | Bernard Mocquery                             |           | Maire    |
| 1977                                     | 1986          | Pierre Prosper                               |           | Maire    |
| 1986                                     | 1988          | Bernard Leblanc                              |           | Maire    |
| 1988                                     | 1989          | Jean Couderc                                 |           | Maire    |
| 1989                                     | mars 2001     | Michel Picart                                |           | Maire    |
| mars 2001                                | décembre 2001 | Claude Neumann                               |           | Maire    |
| décembre 2001                            | mars 2008     | Daniel Houard                                |           | Maire    |
| mars 2008                                | mars 2014     | Michel Bazin                                 |           | Maire    |
| mars 2014                                | En cours      | Daniel Houard Réélu pour le mandat 2020-2026 | DVD       | Retraité |
| Les données manquantes sont à compléter. |               |                                              |           |          |

### Baillis
- 1515 : Simon de Sens,
- 1606 : Philippe de Vitel,
- 1644 : Jean Grassin,
- 1660 : Denis Caquey,
- 1689 : Nicolas Lasnier,
- 1694 : Jacques Lenoir,
- 1782 : J.-B. Finot.

## Démographie
L'évolution du nombre d'habitants est connue à travers les recensements de la population effectués dans la commune depuis 1793. Pour les communes de moins de 10 000 habitants, une enquête de recensement portant sur toute la population est réalisée tous les cinq ans, les populations de référence des années intermédiaires étant quant à elles estimées par interpolation ou extrapolation. Pour la commune, le premier recensement exhaustif entrant dans le cadre du nouveau dispositif a été réalisé en 2007.

En 2022, la commune comptait 517 habitants, en évolution de −1,52 % par rapport à 2016 (Aube : +0,7 %, France hors Mayotte : +2,11 %).
| 1793 | 1800 | 1806 | 1821 | 1831 | 1836 | 1841 | 1846 | 1851 |
| ---- | ---- | ---- | ---- | ---- | ---- | ---- | ---- | ---- |
| 712  | 697  | 714  | 695  | 714  | 673  | 663  | 648  | 654  |

| 1856 | 1861 | 1866 | 1872 | 1876 | 1881 | 1886 | 1891 | 1896 |
| ---- | ---- | ---- | ---- | ---- | ---- | ---- | ---- | ---- |
| 606  | 564  | 573  | 520  | 526  | 506  | 546  | 594  | 564  |

| 1901 | 1906 | 1911 | 1921 | 1926 | 1931 | 1936 | 1946 | 1954 |
| ---- | ---- | ---- | ---- | ---- | ---- | ---- | ---- | ---- |
| 495  | 508  | 514  | 550  | 508  | 503  | 444  | 418  | 445  |

| 1962 | 1968 | 1975 | 1982 | 1990 | 1999 | 2006 | 2007 | 2012 |
| ---- | ---- | ---- | ---- | ---- | ---- | ---- | ---- | ---- |
| 463  | 380  | 383  | 410  | 467  | 490  | 521  | 524  | 535  |

| 2017 | 2022 | - | - | - | - | - | - | - |
| ---- | ---- | - | - | - | - | - | - | - |
| 523  | 517  | - | - | - | - | - | - | - |

## Lieux et monuments
- Église Saint-Phal de Saint-Phal des XVe et XVIe siècles, classée monument historique : portail, riche mobilier, pierres tombales présumées d'Arthur de Vaudrey et de Claude de Montot, tableau d'une Mise au tombeau du XVIe siècle, retable du calvaire du XVIe siècle, collection de statues du XVIe siècle.
- Vestiges de la commanderie du Perchoy.
- Lavoir de Boue, restauré en 2007.

## Personnalités liées à la commune
- Jeanne d'Arc[28].
- Jacques Corps (mort en 1798), seigneur de Saint-Phal, conseiller du roi au Grand Conseil.
- Françoise Sagan[pourquoi ?]
- La famille de Saint-Phalle (dont la plasticienne Niki de Saint-Phalle) tirerait son origine de la châtellenie de Saint-Phal au XIIIe siècle.

## Héraldique
| Blason de Saint-Phal | Blason  | D'or à la croix ancrée de sinople, au franc-canton de gueules chargé de la tête de Jeanne d'Arc contournée d'argent. |
| Blason de Saint-Phal | Détails | Le statut officiel du blason reste à déterminer.                                                                     |